# Élections législatives de 1929 dans le Land de Thuringe
Les élections législatives de 1929 dans le Land de Thuringe se tiennent le 8 décembre 1929, afin d'élire les 53 députés du Thüringer Landtag.
Les sociaux-démocrates du SPD arrivent en tête du scrutin avec 32,30 % des suffrages et 18 sièges, suivi du CNBL (16,43 % et 9 sièges) et du NSDAP (11,29 % et 6 élus).
A la suite des élections de ces élections, un gouvernement d'union des droites est mise en place entre la Fédération paysanne de Thuringe (ThLB), le NSDAP, le DNVP, le DVP et le WP avec à sa tête Erwin Baum et comprenant pour la première fois, deux nazis (Wilhelm Frick à l'Intérieur et à l'Éducation et Willy Marschler) dans un gouvernement allemand,.
| Parti                    | Parti                                                        | Voix      | %     | +/-  | Sièges | +/-           |
| ------------------------ | ------------------------------------------------------------ | --------- | ----- | ---- | ------ | ------------- |
|                          | Parti social-démocrate d'Allemagne (SPD)                     | 258 042   | 32,30 | 0,68 | 18     | en stagnation |
|                          | Parti chrétien-national des paysans et des fermiers (CNBL)   | 131 214   | 16,43 | Nv.  | 9      | Nv.           |
|                          | Parti national-socialiste des travailleurs allemands (NSDAP) | 90 159    | 11,29 | 7,81 | 6      | 4             |
|                          | Parti communiste d'Allemagne (KPD)                           | 85 209    | 10,67 | 3,43 | 6      | 2             |
|                          | Parti du Reich des classes moyennes allemandes (WP)          | 76 535    | 9,58  | 0,16 | 6      | 1             |
|                          | Parti populaire allemand (DVP)                               | 70 567    | 8,83  | Nv.  | 5      | Nv.           |
|                          | Parti national du peuple allemand (DNVP)                     | 31 736    | 3,97  | Nv.  | 2      | Nv.           |
|                          | Parti démocrate allemand (DDP)                               | 23 393    | 2,93  | 0,41 | 1      | 1             |
|                          | Parti communiste d'Allemagne - opposition (KPD-O)            | 12 222    | 1,53  | Nv.  | 0      | Nv.           |
|                          | Zentrum (DZP)                                                | 9 651     | 1,21  | Nv.  | 0      | Nv.           |
|                          | Parti du Reich pour les droits civils et la déflation (VRP)  | 9 631     | 1,21  | Nv.  | 0      | Nv.           |
|                          | Autres                                                       | 427       | 0,05  | -    | 0      | -             |
|                          |                                                              |           |       |      |        |               |
| Votes valides            | Votes valides                                                | 798 786   | 98,98 |      |        |               |
| Votes blancs et nuls     | Votes blancs et nuls                                         | 8 200     | 1,02  |      |        |               |
| Total                    | Total                                                        | 806 986   | 100   | -    | 53     | 3             |
| Abstentions              | Abstentions                                                  | 271 143   | 25,15 |      |        |               |
| Inscrits / participation | Inscrits / participation                                     | 1 078 129 | 74,85 |      |        |               |